# Jean-Jacques Rausin
Jean-Jacques Rausin (10 settembre 1977) è un attore belga.

## Biografia
Il suo debutto in un lungometraggio avviene nel 2008.

## Filmografia
- 2008 Eldorado Road (Eldorado), regia di Bouli Lanners
- 2011 Au cul du loup, regia di Pierre Duculot
- 2011 Fils unique, regia di Miel Van Hoogenbemt
- 2012 Torpedo, regia di Matthieu Donck
- 2012 La Tête la première, regia di Amélie van Elmbt
- 2013 Une place sur la Terre, regia di Fabienne Godet
- 2015 À trois on y va, regia di Jérôme Bonnell
- 2016 Je me tue à le dire, regia di Xavier Seron
- 2018 La donna più assassinata del mondo (La femme la plus assassinée du monde), regia di Franck Ribière
- 2018 Wolfkin (Kommunioun), regia di Jacques Molitor

## Riconoscimenti
- Premio Magritte – 2017
  - Miglior attore per Je me tue à le dire